# عطلة فيغاس
فيغاس فايكاشن (بالإنجليزية: Vegas Vacation)‏ هو فيلم كوميدي أمريكي لعام 1997 من إخراج ستيفن كيسلر. الفيلم هو الجزء الرابع من سلسلة أفلام ناشيونال لامبونز فايكاشن، كتبته إليزا بيل، بناءً على قصة بيل وبوب دوكساي. نجوم الفيلم شيفي تشيز، بيفيرلي دي أنجيلو وراندي كويد، مع إيثان إمبري وماريسول نيكولز بدور غريسوولد أطفال روستي وأودري. افتتح الفيلم في المرتبة الرابعة في شباك التذاكر وحصل على أكثر من 36.4 مليون دولار محلياً. يعتبر الفيلم أول فيلم للعطلات المسرحية لا يحمل بطاقة ناشيونال لامبون أو ائتمان سيناريو من جون هيوز.

## روابط خارجية
- عطلة فيغاس على موقع IMDb (الإنجليزية)
- عطلة فيغاس على موقع ميتاكريتيك (الإنجليزية)
- عطلة فيغاس على موقع روتن توميتوز (الإنجليزية)
- عطلة فيغاس على موقع نتفليكس (الإنجليزية)
- عطلة فيغاس على موقع قاعدة بيانات الأفلام العربية
- عطلة فيغاس على موقع ألو سيني (الفرنسية)
- عطلة فيغاس على موقع Turner Classic Movies (الإنجليزية)
- عطلة فيغاس على موقع أول موفي (الإنجليزية)
- عطلة فيغاس على موقع بوكس أوفيس موجو (الإنجليزية)
- عطلة فيغاس على موقع فيلمافينيتي (الإسبانية)